# Solenopsis franki
Solenopsis franki är en myrart som beskrevs av Auguste-Henri Forel 1908. Solenopsis franki ingår i släktet eldmyror, och familjen myror.

## Underarter
Arten delas in i följande underarter:
- S. f. franki
- S. f. idae